# Itatí Cantoral
Itatí Cantoral Zucchi  (Mexikóváros, Mexikó, 1975. május 13. –) mexikói színésznő.

## Élete és pályafutása
1975. május 13-án született Mexikóvárosban. Szülei Roberto Cantoral és Itatí Zucchi. 1991-ben a Muchachitas című sorozatban Lucía szerepét játszotta. Karrierje a De frente al sol és a Dos mujeres, un camino című telenovellákban folytatódtak. 1995-ben a María című telenovellában megkapta Soraya szerepét. A sorozatban együtt szerepelt Thalíával és Fernando Colungával.

## Magánélete
2000-ben hozzáment Eduardo Santamarina színészhez. 2001-ben megszülettek az ikreik, akiknek Thalía a keresztanyjuk. 2004-ben elváltak. 2008-ban ismét házasságot kötött Carlos Alberto Cruzzal, akitől 2012-ben elvált. Egy kislányuk van, María Itati.

## Filmográfia

### Televízió
- 1986: La telaraña Ismeretlen szerep
- 1991: Muchachitas Lucía Aguilera
- 1991: La Pícara Soñadora Ismeretlen szerep
- 1992: De frente al sol Lupita
- 1993: Dos mujeres, un camino Graciela
- 1994–1996: Mujer, casos de la vida real (4 epizód, 1994–1996) Különféle szerepek
- 1994: Lo que se vio y no se vio de Dos mujeres, un camino Graciela
- 1995: María Soraya Montenegro Popoca de la Vega Montalban (Magyar hangja: Farkasinszky Edit)
- 1996: Tú y yo Casandra
- 1997: Salud, dinero y amor Estrella Pérez
- 1994: Derbez en cuando Soraya Montenegro
- 1999: Cuento de Navidad Sebring Cirrus
- 1999: Infierno en el paraíso Francesca Paoli Prado
- 2001: Sin pecado concebido Raquel Villavicencio Rojas de Martorel
- 2001: Amigas y rivales (Szeretők és riválisok) Eduviges
- 2002: Vale todo Raquel
- 2003: El alma herida Eugenia Granados
- 2006: La viuda de Blanco Alicia Guardiola
- 2008: Tiempo final Silvia
- 2008: Mujeres asesinas Sandra Luisa Arvide
- 2009–2010: Hasta que el dinero nos separe Alejandra Álvarez del Castillo
- 2011: El Sexo Débil Helena Román
- 2012: Capadocia Leonor Cantú
- 2013: Fortuna Comisionada Paloma Alarcón
- 2015: A bosszú asszonya (¿Quién mató a Patricia Soler?) Sara Fernández / Isabel (Magyar hangja: Solecki Janka)
- 2015: Amores con trampa Isabel Bocelli de Velasco
- 2016: El Vato Wendy Lozada
- 2016–2017: El Chema Blanca
- 2018: José José, el príncipe de la canción Natalia "Kiki" Herrera
- 2019: This Is Silvia Pinal Silvia Pinal
- 2019: Se rentan cuartos Graciela Garza De La Garza y Más Garza
- 2020: La mexicana y el güero Andrea Ibarrola Gil
- 2022: Daddies on Request Maricarmen
- 2022: High Heat Gloria
- 2025: Velvet: El nuevo imperio Isabel Juárez

### Film
- Bonita: Bonita (1996)
- De cuando el pescado murió de placer: Televíziós karmester (2002)
- Lucía, Lucía: Légitársaság eladónője (2003)
- Ya no los hacen como antes: Perla (2003)
- A tűzben edzett férfi: Evelyn (2004)
- Tired of Kissing Frogs: Cecilia (2006)
- Los pajarracos: Fina (2006)
- No hay derecho joven: Jogász (2006)
- One Long Night: Patty (2007)
- Amar: Lisa (2009)
- El Santos vs. la Tetona Mendoza: La Lisiada Regény színésznő (2012)
- Amor de mis amores: Elva (2014)
- The Perfect Dictatorship: Lucrecia Lascuráin (2014)
- Sobre tus huellas: Lovas oktató (2017)
- No manches Frida 2: Camila (2019)
- My Mother-in-law Hates Me (2022) Regina